# Soterius von Sachsenheim

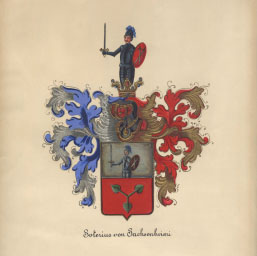
Das Stammwappen der Soterius von Sachsenheim

Das Geschlecht der Soterius von Sachsenheim ist eine siebenbürgisch-sächsische Adelsfamilie, die aus dem Dorf Stein in der damaligen Verwaltungseinheit namens Repser Stuhl stammt. Unter ihren Familienmitgliedern waren Politiker und Bürokraten aus der siebenbürgischen Landesverwaltung sowie Armeeoffiziere, Gelehrte, Pastoren und Künstler.

## Frühere Vorfahren
Die Vorfahren der Familie, eine Gruppe deutscher Siebenbürger Sachsen, wanderten im Hochmittelalter vom Westen des heutigen Deutschlands nach Südost-Siebenbürgen nahe der östlichen Grenze Ungarns aus. Viele dieser Kolonisten stammten aus Moselfränkischen und im dortigen Dialekt bedeutete Schöchtert, der ursprüngliche Name der Familie, „hölzerner Melkeimer“ bzw. die andere Überlieferung Schöchter den Küfer, der Melkeimer herstellt.
Der frühste bekannte Vorfahre, Valentinus Schöchtert (geboren ca. 1554), lebte im Dorf Stein und war Landbauer. Sein Sohn Peter Schöchtert (geboren um 1584) lebte ebenfalls in Stein und heiratete Martha Goldwein. Auf der Ahnentafel stehen die Worte Christinus Scholarius („christlicher Gelehrter“) neben seinem Namen.
Da es in der damaligen Zeit gebräuchlich war, lateinische Nachnamen zu verwenden, wurde der Familienname Schöchter(t) zu Soterius latinisiert (was dem griechischen Wort soter, „Erlöser“, ähnelt). Peter Schöchterts Sohn war Petrus Soterius, der 1618 in Stein geboren wurde. Er wurde evangelischer Pastor in Bodendorf und begründete die erste von drei Pastorengenerationen der Familie. Petrus heiratete zweimal, zunächst Anna Thomae (1632–66) und später Barbara Kissling (1633–91), die aus einer alten sächsischen Familie von königlichen Richtern stammte. 1661 wurde ihm auf einer Mission zum osmanischen Lager, das in Thronstreitigkeiten verwickelt war, vom osmanischen Anführer Ali Pascha der Titel „Fürst von Siebenbürgen“ angeboten. Diesen Versuch, die Sympathien der Sachsen im multiethnischen Kontext von Siebenbürgen zu gewinnen, lehnte Petrus jedoch unter Verweis auf seine bescheidenen Verhältnisse ab und kehrte zu seinem Pastorenleben zurück.

## Georg Soterius (der Ältere)
Petrus’ Sohn, Georg Soterius (der Ältere), wurde vor 1673 in Bodendorf geboren. Er besuchte das Gymnasium in Hermannstadt und studierte danach Theologie und Geschichte in Wittenberg (1693–1696). Im Jahre 1696 wurde Georg Soterius fälschlicherweise mit einem Duell in Verbindung gebracht, in das einer seiner Freunde verwickelt war. Dies hinderte ihn einige Zeit an seiner Heimkehr und stattdessen ging er nach Riga in Lettland, wo er am 12. Mai 1696 eintraf. Anschließend schrieb er sich an der Universität Dorpat ein und wohnte in Marienburg (dem heutigen Alūksne in Lettland) im Haus des Pastors Johann Ernst Glück. Dort traf und unterrichtete er Marta Helena Skowrońska, ein zwölfjähriges Waisenmädchen aus Litauen, das von dem Pastor großgezogen wurde (und später die Kaiserin Katharina I. von Russland werden sollte).
Georg Soterius kehrte später nach Hermannstadt zurück. 1701 heiratete er Agnetha Lupinus, eine Pastorentochter. Sie hatten zwei Kinder, Georg (der Jüngere) (geboren 1704) und Andreas (geboren 1707). Er unterrichtete am Gymnasium von Hermannstadt bis 1708. Außerdem begann er Nachforschungen über die Geschichte und Geografie von Siebenbürgen anzustellen, wobei er seine Kenntnisse von altertümlichen und modernen Sprachen nutzte. Als Vorbereitung für dieses geplante Hauptwerk schrieb er viele seiner Vorarbeiten auf Lateinisch und Deutsch nieder, von denen einige im Brukenthal-Museum aufbewahrt werden. Das Buch Cibinium (der lateinische Name des Flusses Cibin) wurde 2006 veröffentlicht, nachdem es für die siebenbürgische Bibliothek von Schloss Horneck (Gundelsheim) aus dem Lateinischen ins Deutsche übersetzt wurde.
1708 wurde er evangelischer Pastor in Deutsch-Kreuz (heutiges Criţ, in der Gemeinde Bunești). Er hatte sich für diese recht ruhige Stelle beworben, um seine Geschichtswerke fortzusetzen und schließlich zu beenden. Dort erhielt er einen Brief von der Kaiserin Katharina I., die ihn als ihren Lehrer in Erinnerung behalten hatte und ihm eine Stelle am Zarenhof anbot (er lehnte ihr Angebot aus ähnlichen Gründen ab). Am 10. Februar 1728 erlag Georg Soterius einem Schlaganfall in Stolzenburg (heutiges Slimnic). Er wurde von seiner Frau Agnetha überlebt, die 25 Jahre später am 11. November 1756 verstarb.

## Georg Soterius (der Jüngere)
Georg Soterius (der Jüngere) besuchte Universitäten in Deutschland und erhielt seinen Magistergrad in Leipzig. Als junger Professor begann er anschließend Vorlesungen an der Universität zu geben. Der Tod seines Vaters im Jahre 1728 führte dazu, dass er Deutschland verließ und nach Hermannstadt zurückkehrte, wo er unterrichtete und im Jahre 1733 Schuldirektor wurde. 1739 heiratete er Anna Katherina Breckner von Brukenthal (1713–1763), die Schwester von Samuel Breckner von Brukenthal, der später Gouverneur von Siebenbürgen wurde. Ihre Kinder waren Johann Michael Soterius von Sachsenheim (der Ältere), Anna Sophie, Katherina und Anna Maria. Im April 1741 wurde Georg Soterius als evangelischer Pastor in Schellenberg (heutiges Șelimbăr) eingesetzt und 1746 ging er nach Stolzenburg (heutiges Slimnic). Später wurde er Dekan des „Hermannstädter Kapitel“. Für seine hervorragenden Leistungen und seine Gelehrsamkeit wurde er hoch angesehen. Er schrieb mehrere Essays sowie ein religiöses Buch. Er verstarb 1756 in Stolzenburg.

## Johann Michael Soterius von Sachsenheim (der Ältere)

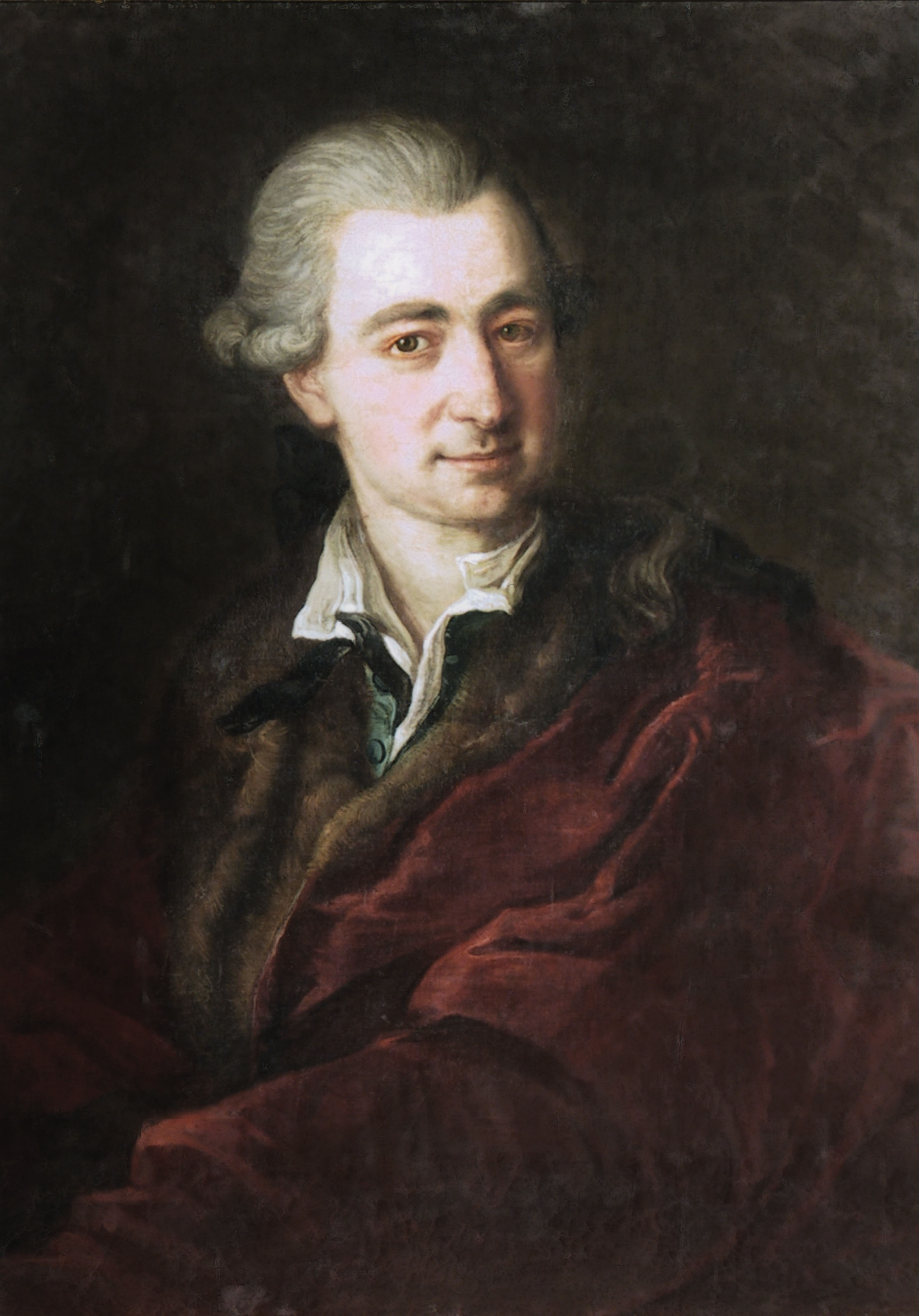
Johann Michael Soterius von Sachsenheim (der Ältere) Porträt von unbekanntem Künstler, Brukenthal-Museum

Johann Michael (der Ältere) wurde am 25. November 1742 in Schellenberg (heutiges Șelimbăr) geboren und begann seine Ausbildung am Gymnasium von Hermannstadt. 1770 heiratete er Anna Mara Filtsch, die Tochter des Gemeindepfarrers von Hermannstadt. Ihr erstes Kind, Anna Maria, wurde 1771 geboren. Später folgten zwei Jungen, Johann Michael (der Jüngere) und Carl.
1771 wurde er Gubernialkonzipist und 1786 Gubernialsekretär im Verwaltungssystem von Siebenbürgen. Nach dem Restitutionsedikt von 1790 wurde im Jahre 1791 entschlossen, eine Delegation an Leopold II., Kaiser des Heiligen Römischen Reichs, zu entsenden, im Namen der Siebenbürger Sachsen, da sie ihren eigenen Vorschlag zur Regulierung unterbreiten wollten. Bürgermeister Rosenfeld von Hermannstadt und Johann Michael führten die Delegation an und reisten im Januar 1792 nach Wien, um Kaiser Leopold II. zu treffen. Am 28. Mai 1791 erhielt Johann Michael den Adelsstatus vom Kaiser, der ihm und seinen Nachfahren den Adelstitel „von Sachsenheim“ verlieh. Die originalen unterzeichneten Dokumente und das Wappen befinden sich bei Familienmitgliedern.
Johann Michael war als Musiktalent bekannt. Er spielte Klavier und komponierte Arien und Menuette. Nach Samuel von Brukenthals Rücktritt aus der Politik arbeitete Johann mit ihm zusammen an der Organisation und Erweiterung seiner Sammlungen und Bücherei (das Kernstück des zukünftigen Brukenthal-Museums, das ebenfalls eine Soterius von Sachsenheim Sammlung enthält). Er verstarb am 31. März 1794 in Klausenburg (heutiges Cluj-Napoca), wo die Familie hingezogen war, nachdem es deutlich geworden war, dass der Sitz der Landesregierung dauerhaft dort sein würde.

## Johann Michael Soterius von Sachsenheim (der Jüngere)

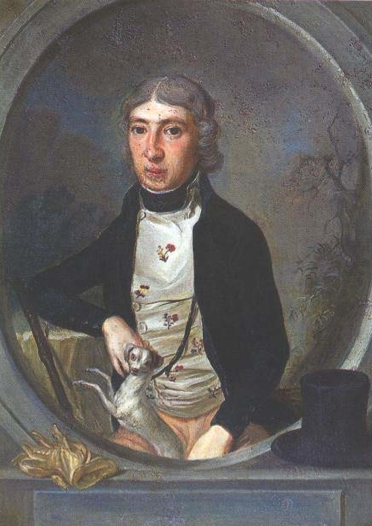
Johann Michael Soterius von Sachsenheim (der Jüngere) Porträt von J.M. Stock (1799), Brukenthal-Museum

Johann Michael Soterius von Sachsenheim (der Jüngere) wurde am 2. Februar 1775 geboren. Er besuchte die örtliche evangelische Schule und studierte später Philosophie und Recht an der Klausenburger Lehrstätte (heutiges Cluj-Napoca) bis 1794, dem Jahr, in dem sein Vater verstarb. Nach ein paar Monaten trat er der Verwaltung der Bezirksregierung bei und 1796 stieg er zur Verwaltung der Zentralregierung von Siebenbürgen auf. Schließlich wurde er Generalinspekteur des Finanzministeriums der siebenbürgischen Regierung.
Innerhalb der Familie war er der erste, der schriftliche Aufzeichnungen der Ereignisse in seinem Leben sammelte – ein sehr detailliertes Tagebuch über viele Seiten, das von Familienmitgliedern aufbewahrt wurde. Es ist ein Einblick ins Leben der frühen 1800er, der zeigt, wie häufig Krankheit und Tod an der Tagesordnung waren.
1808 heiratete er Theresia Sophie Elisabeth von Albrichtsfeld, die vier Kinder zur Welt brachte (von denen zwei die frühe Kindheit überlebten). Sie starb an Tuberkulose im Jahre 1819. 1820 heiratete er Johanna Justine Conrad, mit der er acht Kinder hatte (von denen sieben die frühe Kindheit überlebten; beachtenswert unter ihnen waren Clara Adelheid und Albert Conrad). Johann Michael starb 1838 im Alter von 63 Jahren an akutem Lungenversagen in Hermannstadt.

## Clara Adelheid Soterius von Sachsenheim

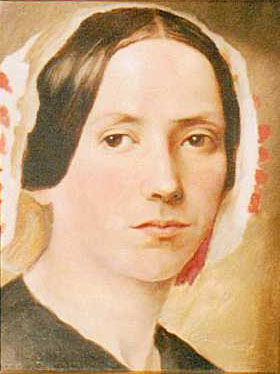
Clara Adelheid Soterius von Sachsenheim Selbstporträt (1853), Siebenbürgisches Museum

Clara Adelheid wurde am 5. November 1822 geboren, als zweites Kind von Johann Michael (der Jüngere) und seiner zweiten Frau Johanna Justine. Sie zeigte künstlerisches Talent und der Maler Theodor Glatz lobte sie in einem Brief an Anton Kurz vom 16. Mai 1847, welcher im Magazin „Siebenbürgischer Volksfreund“ veröffentlicht wurde. Clara besuchte häufig die Brukenthaler Kunstgalerie in Hermannstadt, wo sie Malerei lernen konnte. Dort traf sie den aufstrebenden Künstler Theodor Sockl, der Schüler unterrichtete. Nach viel Widerwillen ihrer verwitweten Mutter durfte Theodor im Jahre 1847 ein Porträt von Clara malen.
Clara und Theodor lebten anschließend außerehelich zusammen, sehr zum Missfallen ihrer Mutter und der übrigen Familienmitglieder. Trotz des Widerstands von Seiten der Familie, die ungern ihre Einwilligung zur Hochzeit geben wollte, – aufgrund Theodors unsicheren Arbeitsplatzes und auch wegen Unterschieden in Hinblick auf Religion und Status – wurde das Paar am 12. August 1847 getraut. Danach verließen sie Hermannstadt und lebten in Graz und Wien in Österreich bis 1850, als sie nach Hermannstadt zurückkehrten.
Clara, die nun Mutter war, verdiente den Lebensunterhalt, indem sie Mal- und Zeichenstunden gab. Sie malte außerdem Porträts von Dr. Gottfried Teilmann und von Tafelrichter Adolf Spech. Es wurde ebenfalls eine Reihe von 20 Porträts von siebenbürgischen Adligen angefertigt. Ihr Ehemann malte zwar noch, doch war zudem Fotograf geworden. Im Frühjahr 1854 richteten sie ein Fotostudio in Hermannstadt ein, wo Clara einige der Fotografien kolorierte, so wie es damals der Brauch für diese sich entwickelnde Kunstform vorgab. Im Oktober 1857 zog die Familie zurück nach Wien, Österreich, wo sie ihre Malerei und Fotografie fortsetzte.
Clara, die unter Lungenbeschwerden litt, verstarb am 25. Juli 1861 im Alter von 38 Jahren. Wenige Monate später, am 25. Dezember, folgte ihr Theodor im Alter von 46 Jahren ins Grab. Um die Beerdigungskosten zu decken, verkaufte Theodors Bruder, Moritz, die übrig gebliebenen Gemälde, einschließlich hunderter Skizzen, an einen Wiener Gebrauchtwarenhändler. Ein Selbstporträt und ein Porträt ihres Ehemanns Theodor, beide aus dem Jahre 1853, wurden von ihren Söhnen nach England gebracht. Die Familie hat sie inzwischen an das Siebenbürgische Museum in Gundelsheim übergeben.
Sie hatten vier Kinder, von denen drei die frühe Kindheit überlebten. Unter ihnen war Victor Franz Theodor Sockl, der eine erfolgreiche Grußkartenfirma in England (Sockl and Nathan) gründete und führte.
Clara ist im Benezit-Künstlerverzeichnis aufgeführt. Im Jahre 1970 schrieb Dr. Julius Bieltz zudem über sie in seiner Publikation über Künstler in Sibiu um 1850.

## Albert Conrad Soterius von Sachsenheim

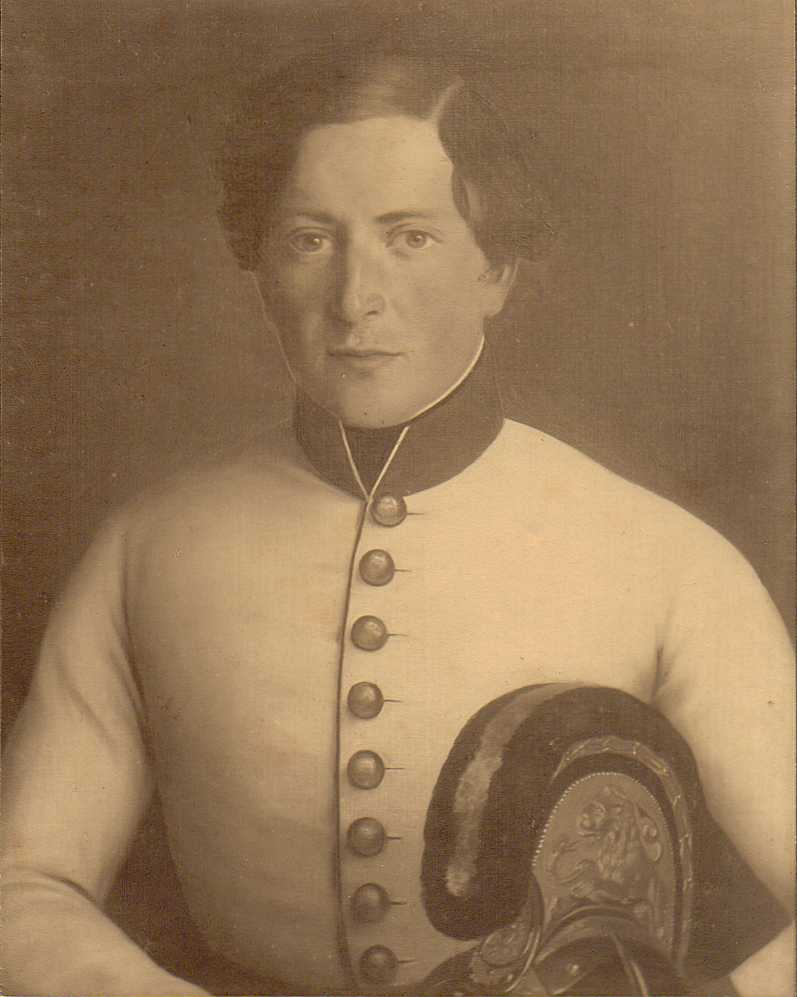
Albert Conrad Soterius von Sachsenheim Porträt von Theodor Sockl (um 1848)

Albert Conrad Soterius von Sachsenheim wurde am 7. Mai 1824 geboren. Nachdem er das Gymnasium von Hermannstadt abgeschlossen hatte, verfolgte er eine militärische Karriere und wurde 1847 zum Leutnant befördert. Während der Ungarischen Revolution von 1848/1849 war er in 19 Schlachten und Auseinandersetzungen verwickelt. 1860 verließ er die Armee, wo er den Rang des Geschwaderkommandanten erreicht hatte. Anschließend wohnte Albert in Mediasch, dem Geburtsort seiner Frau Jeanette Schaffendt, und begann am öffentlichen Leben teilzunehmen.
1861 war er an der Gründung des „Mediascher Spar und Vorschußverein“ beteiligt, dem ersten seiner Art in Siebenbürgen (eine Gesellschaft, die häufig der Gründung einer Bank vorausging). 1867 nahm er an der Gründung der „Wein - Export - Gesellschaft“ teil, in der er bis 1873 als Ausschussmitglied wirkte. Als Mitglied der oberen Führungsebene des „Siebenbürgisch-Sächsischen Landwirtschaftsverein“ leitete er zwei Jahre lang den regionalen Verband in Mediasch. Seit der Neuorganisierung des Gemeinderats war er Stellvertreter der Stadt und Ausschussmitglied der Bezirksversammlung von Mediasch. 1872 wurde er zu einem korrespondierenden Mitglied der Handelskammer in Kronstadt ernannt.
1872 gewann er ein parlamentarisches Mandat im ungarischen Reichstag für die Legislaturperiode 1872–1875. Im Jahre 1875 wurde er für eine weitere dreijährige Amtszeit gewählt.

## Arthur Soterius von Sachsenheim

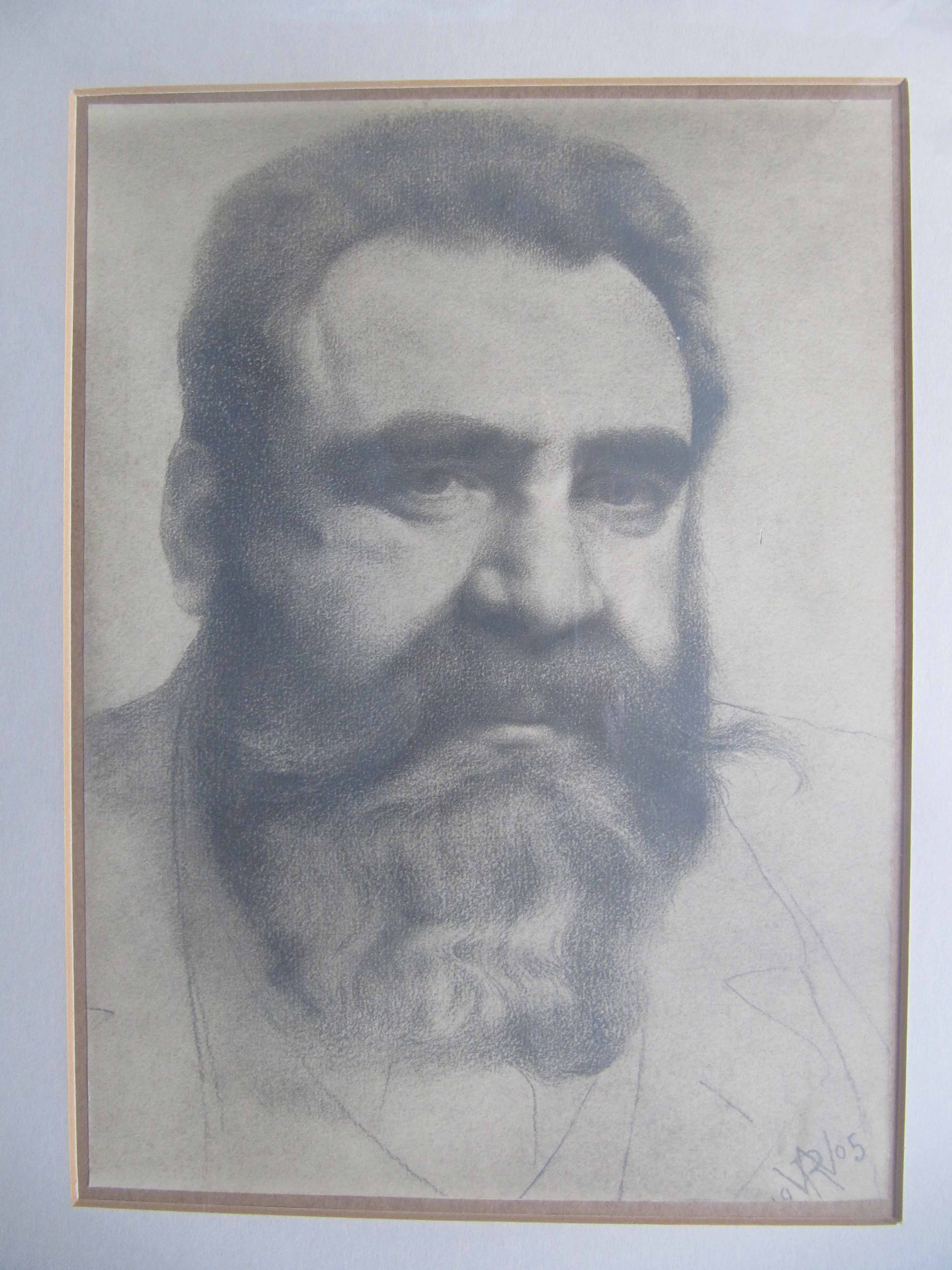
Arthur Soterius von Sachsenheim Porträt von Robert Wellman (1905)

Dr. med. Arthur Soterius von Sachsenheim wurde am 31. Juli 1852 in Békéscsaba geboren, wo sein Vater, Albert Conrad, zu jener Zeit in der Armee diente. Nachdem er das Gymnasium in Mediasch abgeschlossen hatte, studierte er Medizin an der Universität Wien mit Studienaufenthalten in Graz, Berlin und Würzburg. Er erhielt das Doktordiplom für Allgemeinmedizin. 1881 schrieb er sich in Wien ein, um einen Kurs der medizinischen Fakultät des Militärs zu besuchen und wurde 1882 zum Garrison Krankenhaus in Triest eingezogen. Dort zeigte er großes Interesse an den lebhaften Aktivitäten der Schifffahrtslinien. Im Februar 1883 kündigte er seinen Militärdienst und wurde von der österreichisch-ungarischen Dampfschifffahrtsgesellschaft Lloyd als Schiffsarzt aufgenommen. In dieser Funktion besuchte er den Mittelmeerraum und reiste zweimal nach Brasilien. Außerdem fuhr er zu den Küstenländern des Roten Meers, gefolgt von Indien, Sri Lanka, Indonesien und China.

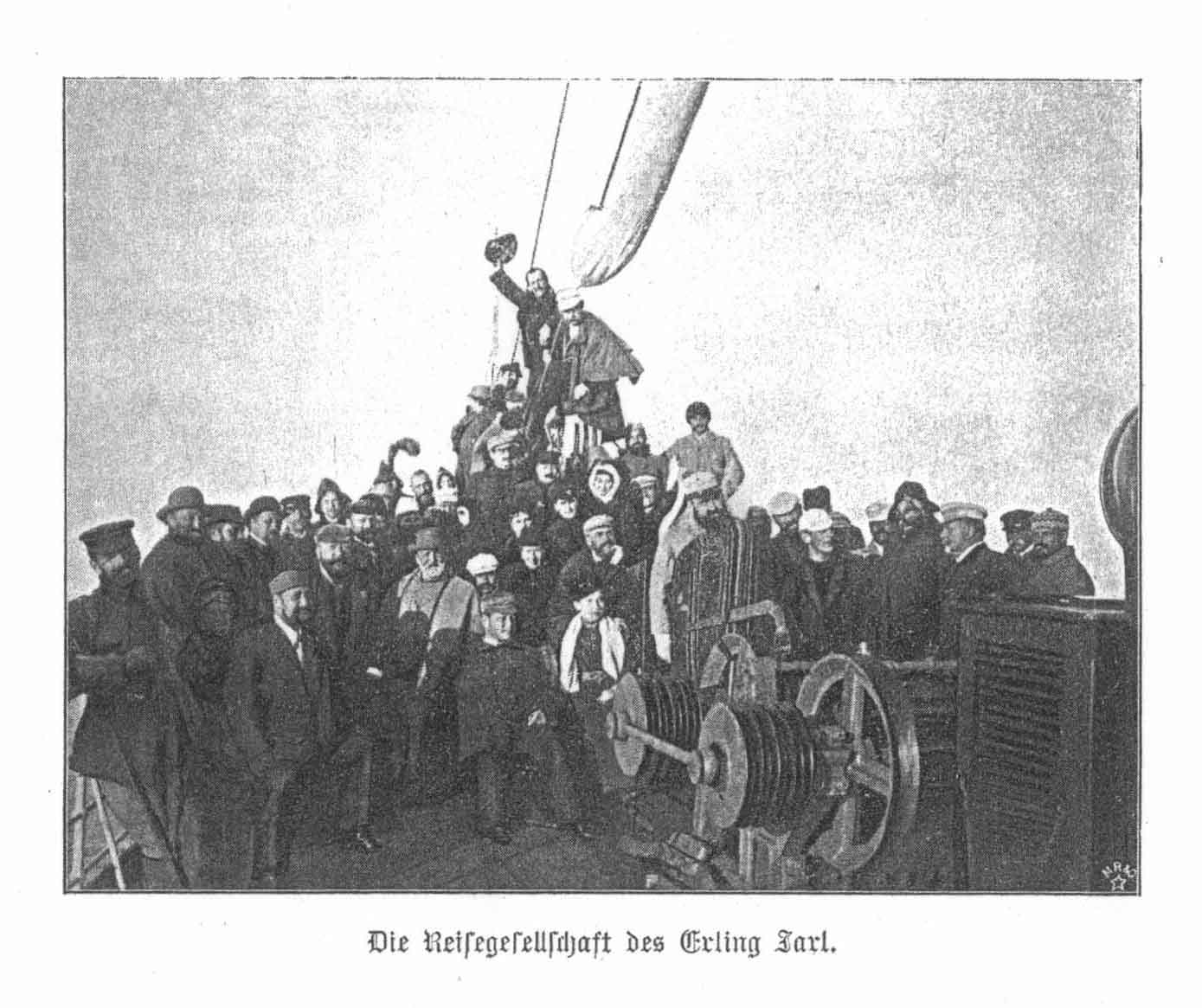
Foto vom Team der Erling-Jarl-Expedition von 1896. Arthur S.v.S. befindet sich vorne rechts mit weißer Mütze und Bart.

Nach ungefähr zwei Jahren fast ununterbrochenen Reisens kehrte er im März 1885 nach Siebenbürgen zurück und wurde Arzt in Marienburg (heutiges Feldioara). Dort heiratete er Wilhelmina Gust, die drei Töchter zur Welt brachte (unter ihnen Edith Soterius von Sachsenheim). Ab Februar 1889 arbeitete er in sekundärer Stellung im Franz-Josef-Hospital in Hermannstadt (1904 sollte er dort Primararzt werden).
Arthur nahm 1896 an der Expedition des Dampfers Erling Jarl teil, als dreißig Wissenschaftler aus dreißig Ländern entsendet wurden, um die Region um Spitzbergen zu erkunden. Dort trafen sie Salomon August Andrée, der seine Expedition mit einem Gasballon für 1897 vorbereitete. Sie wollten außerdem Neuigkeiten über Fridtjof Nansen erfahren, der versucht hatte, so weit nördlich wie möglich zu gehen (und erfolgreich war), doch sein Aufenthaltsort war bis einige Zeit später im selben Jahr unbekannt. Arthur sammelte ethnografische Objekte, Säugetierskelette und Mollusken (einschließlich einer Molluske, die später Neptunea sachsenheimi genannt wurde). Nachdem er von der Expedition zurückgekehrt war, verfasste er die Publikation Von Siebenbürgen nach Spitzbergen (erhältlich im ASTRA Nationalmuseum Komplex).
Er spendete dem Siebenbürgischen Verein für Naturwissenschaften eine Sammlung an über 100 ethnografischen Objekten aus verschiedenen Teilen der Welt. Diese Sammlung war eine der ursprünglichen Kernsammlungen des „Franz Binder“-Museums für außereuropäische Ethnografie, das 1933 als Teil des ASTRA Nationalmuseum Komplexes in Sibiu eröffnet wurde.

## Edith Jeanette Soterius von Sachsenheim

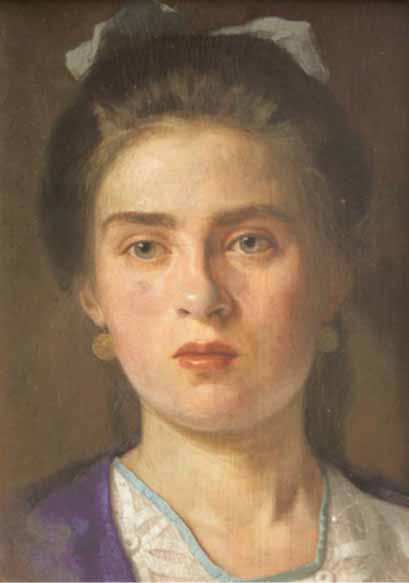
Edith Soterius von Sachsenheim Porträt von Arthur Coulin

Edith Jeanette Soterius von Sachsenheim wurde am 26. Dezember 1887 in Marienburg (heutiges Feldioara) geboren. Schon früh zeigte sie künstlerisches Talent in der Malerei und ihre Eltern unterstützen ihren Wunsch, eine Karriere in diesem Feld zu verfolgen. Nachdem sie einen zweijährigen Kurs (1903–04) an der Kunsthochschule von Hermannstadt abgeschlossen hatte, bewegte ihr Vater sie dazu, bei Verwandten in England zu wohnen, wo sie ein Jahr (1904–05) damit verbrachte, Englischunterricht zu nehmen, gefolgt von Klavier- und Kunststunden. Die Nationalgalerie erlaubte ihr, Museumsarbeiten zu kopieren, und dort entwickelte sie Interesse an Turners Aquarellen, ein sichtbarer Einfluss in ihren frühen Werken sowie in einer späteren Zeit ab 1948.
1907 entschied ihr Vater, dass sie ihr Studium in München fortsetzen sollte, wo sie sich an der Akademie der bildenden Künste einschrieb. Ein Jahr später begann sie, die Künstlerkreise von Professor Moritz Heymann zu besuchen, wo sie Künstler traf, die eine enge Affinität zur Jugendgruppe zeigten. Sie verbrachte drei Jahre in München, abgesehen von ihrer gelegentlichen Heimkehr an Feiertagen. 1911 kehrte Edith nach Siebenbürgen zurück, wo sie ihre erste Ausstellung in den Brașov Galerien organisierte.
1912 heiratete sie den Arzt Franz Herfurth. Sie wurde Mutter dreier Kinder – Editha, Günther und Eva – und die Familienpflichten grenzten ihr künstlerisches Streben eine Zeit lang ein. 1926 ließen sie sich scheiden und im nächsten Jahr heiratete sie ihren Kindheitsfreund, den Professor Ludwig Herbert (er starb im Jahre 1936 an einem Herzanfall).
Nach diesem schmerzlichen Vorfall zog Edith nach Süddeutschland, um ihren Töchtern, die dort lebten, nahe zu sein. Sie verbrachte außerdem einige Zeit in Polen, doch kam für den Rest des Zweiten Weltkriegs nach Süddeutschland zurück. Sie malte so oft sie konnte und fertigte hauptsächlich Aquarelle der Orte an, wo sie wohnte und die sie besuchte. Diese Werke sind zu einem gewissen Grad durch ihre frühe Begegnung mit Turners Kunst beeinflusst. 1955 zog sie nach London, um dort mit ihrer Tochter Eva zu leben. Sie zeichnete Porträts (u. a. von der Familie ihrer Tochter) und malte hauptsächlich Rosen.
Edith verstarb 1970 im Alter von 83 Jahren. Zu ihren Lebzeiten erstellte sie über 200 Gemälde, Zeichnungen und Lithographien, die sich nun in mehreren Museen oder im Besitz von Freunden und Verwandten in ganz Europa befinden. 1998 veranstaltete das Siebenbürgische Museum in Gundelsheim, eine retrospektive Ausstellung und erwarb 50 ihrer Gemälde, von denen einige dauerhaft im Museum ausgestellt sind. 1999 wurde die Gundelsheim-Sammlung auch in München im Haus des Deutschen Ostens ausgestellt. 2001 erwarb das Heeresgeschichtliche Museum Wien drei Porträts von Offizieren aus dem Ersten Weltkrieg, für ihre Schausammlung.